# Ananias (futebolista)
Ananias Eloi Castro Monteiro, mais conhecido apenas como Ananias (São Luís, 20 de janeiro de 1989 — La Unión, 28 de novembro de 2016), foi um futebolista brasileiro que atuou como atacante.

## Carreira
Ananias começou sua carreira em Salvador, na Bahia. Descoberto pelo Real Salvador, foi transferido para as categorias de base do Bahia, onde conquistou o título de campeão baiano sub-20 em 2007. Passou a integrar o grupo profissional do Tricolor durante a campanha da Série B do Campeonato Brasileiro de 2008. Na temporada de 2010, sua versatilidade ajudou o Bahia na volta para a elite do futebol brasileiro. Na partida decisiva contra a Portuguesa, chegou a atuar como lateral. Curiosamente, em 2011 foi emprestado para a Lusa, em um contrato de dois anos
Depois de boas atuações na Lusa e o título da série B em 2011, onde o clube foi comparado ao Barcelona, (chamada, então, de Barcelusa), Ananias também recebeu um apelido especial da torcida e com relação ao clube espanhol: Ananiesta (em comparação com Andrés Iniesta). Em abril de 2012, a Portuguesa comprou metade dos seus direitos ao Bahia. 
Ídolo na Portuguesa, ao fim do Brasileirão 2012, quando o time do Canindé escapou do rebaixamento na última rodada, Ananias afirmou a dificuldade de o clube mantê-lo para a temporada seguinte. Em janeiro de 2013, após uma novela em torno de sua contratação, o Cruzeiro, em troca do meia Souza, conseguiu a liberação de Ananias e o confirmou como reforço para 2013.
Ananias foi emprestado ao Palmeiras, se envolvendo em uma troca, em que Ananias é emprestado ao Palmeiras, e o volante Souza emprestado para o Cruzeiro.
Em 17 de janeiro de 2014, assinou contrato de empréstimo de um ano com o Sport. Na temporada de 2014, ajudou na conquista do Campeonato Pernambucano e da Copa do Nordeste.
Para a temporada de 2015, a Chapecoense anunciou sua contratação por empréstimo. Em sua passagem pela Chape, Ananias conquistou o Campeonato Catarinense de 2016.

### Gols históricos
Em 19 de novembro de 2014, quando atuava pelo Sport, entrou para a história ao marcar o primeiro gol na partida de inauguração da arena do Palmeiras, o Allianz Parque. A partida terminou 2–0 para o time pernambucano, sendo o segundo gol marcado por Patric.
Em 2 de novembro de 2016, em partida válida pela semifinal da Copa Sul-Americana, jogando pela Chapecoense contra o San Lorenzo, marcou o gol de empate da Chape na etapa final, garantindo o 1–1 fora de casa, e a classificação do time catarinense à final da competição.

## Morte
Ananias foi uma das vítimas fatais da queda do Voo 2933 da Lamia, no dia 29 de novembro de 2016. A aeronave transportava a equipe da Chapecoense para Medellin, onde disputaria a primeira partida da final da Copa Sul-Americana de 2016. Além da equipe da Chapecoense, a aeronave também levava 21 jornalistas brasileiros que cobririam a partida contra o Atlético Nacional, da Colômbia.

## Estatísticas
Até 2 de abril de 2016.

### Clubes
| Clube             | Temporada         | Campeonato nacional | Campeonato nacional | Campeonato nacional | Copa nacional[a] | Copa nacional[a] | Copa nacional[a] | Competições continentais[b] | Competições continentais[b] | Competições continentais[b] | Outros torneios[c] | Outros torneios[c] | Outros torneios[c] | Total | Total | Total   |
| Clube             | Temporada         | Jogos               | Gols                | Assist.             | Jogos            | Gols             | Assist.          | Jogos                       | Gols                        | Assist.                     | Jogos              | Gols               | Assist.            | Jogos | Gols  | Assist. |
| ----------------- | ----------------- | ------------------- | ------------------- | ------------------- | ---------------- | ---------------- | ---------------- | --------------------------- | --------------------------- | --------------------------- | ------------------ | ------------------ | ------------------ | ----- | ----- | ------- |
| Bahia             | 2007              | –                   | –                   | –                   | –                | –                | –                | –                           | –                           | –                           | 0                  | 0                  | 0                  | 6     | 1     | 0       |
| Bahia             | 2008              | 6                   | 1                   | 0                   | –                | –                | –                | –                           | –                           | –                           | –                  | –                  | –                  | 6     | 1     | 0       |
| Bahia             | 2009              | 19                  | 2                   | 0                   | –                | –                | –                | –                           | –                           | –                           | 20                 | 2                  | 0                  | 39    | 4     | 0       |
| Bahia             | 2010              | 22                  | 1                   | 0                   | 3                | 1                | 0                | –                           | –                           | –                           | 17                 | 2                  | 0                  | 42    | 4     | 0       |
| Bahia             | 2011              | –                   | –                   | –                   | 1                | 0                | 0                | –                           | –                           | –                           | 3                  | 0                  | 0                  | 4     | 0     | 0       |
| Bahia             | Total             | 47                  | 4                   | 0                   | 4                | 1                | 0                | 0                           | 0                           | 0                           | 40                 | 4                  | 0                  | 91    | 9     | 0       |
| Portuguesa        | 2011              | 30                  | 12                  | 0                   | –                | –                | –                | –                           | –                           | –                           | 8                  | 1                  | 0                  | 38    | 13    | 0       |
| Portuguesa        | 2012              | 31                  | 4                   | 5                   | 5                | 1                | 0                | –                           | –                           | –                           | 14                 | 3                  | 0                  | 50    | 8     | 5       |
| Portuguesa        | Total             | 61                  | 16                  | 5                   | 5                | 1                | 0                | 0                           | 0                           | 0                           | 22                 | 4                  | 0                  | 88    | 21    | 5       |
| Cruzeiro          | 2013              | –                   | –                   | –                   | –                | –                | –                | –                           | –                           | –                           | 10                 | 0                  | 0                  | 10    | 0     | 0       |
| Cruzeiro          | Total             | 0                   | 0                   | 0                   | 0                | 0                | 0                | 0                           | 0                           | 0                           | 2                  | 0                  | 0                  | 2     | 0     | 0       |
| Palmeiras         | 2013              | 20                  | 0                   | 1                   | 1                | 0                | 0                | –                           | –                           | –                           | –                  | –                  | –                  | 21    | 0     | 1       |
| Palmeiras         | Total             | 20                  | 0                   | 1                   | 1                | 0                | 0                | 0                           | 0                           | 0                           | 0                  | 0                  | 0                  | 21    | 0     | 1       |
| Sport             | 2014              | 23                  | 2                   | 0                   | 2                | 3                | 0                | 1                           | 0                           | 0                           | 16                 | 1                  | 1                  | 42    | 6     | 1       |
| Sport             | Total             | 23                  | 2                   | 0                   | 2                | 3                | 0                | 1                           | 0                           | 0                           | 16                 | 1                  | 1                  | 42    | 6     | 1       |
| Chapecoense       | 2015              | 30                  | 3                   | 2                   | 1                | 0                | 0                | 2                           | 0                           | 0                           | 18                 | 7                  | 0                  | 51    | 10    | 2       |
| Chapecoense       | 2016              | 0                   | 0                   | 0                   | 0                | 0                | 0                | 0                           | 0                           | 0                           | 14                 | 1                  | 1                  | 14    | 1     | 1       |
| Chapecoense       | Total             | 30                  | 3                   | 2                   | 1                | 0                | 0                | 2                           | 0                           | 0                           | 32                 | 8                  | 1                  | 64    | 11    | 3       |
| Total na carreira | Total na carreira | 181                 | 25                  | 8                   | 13               | 5                | 0                | 3                           | 0                           | 0                           | 110                | 17                 | 2                  | 317   | 47    | 10      |

- a. ^ Jogos da Copa do Brasil
- b. ^ Jogos da Copa Sul-Americana
- c. ^ Jogos da Taça Estado da Bahia, Campeonato Baiano, Campeonato Paulista, Campeonato Mineiro, Campeonato Pernambucano, Copa do Nordeste e Campeonato Catarinense

## Títulos
Bahia
- Taça Estado da Bahia: 2007

Portuguesa
- Campeonato Brasileiro - Série B: 2011

Palmeiras
- Campeonato Brasileiro - Série B: 2013

Sport
- Copa do Nordeste: 2014
- Campeonato Pernambucano: 2014

Chapecoense
- Campeonato Catarinense: 2016
- Copa Sul-Americana: 2016[16]